# 杰克逊 (佐治亚州)
傑克遜（英語：Jackson）是一個位於美國喬治亞州伯克縣的城市。根據2010年美國人口普查，該地人口為5045人，而該地的面積約為16.20平方千米。同時該地也是伯克縣的縣治。

## 地理
傑克遜的座標為33°17′37″N 83°57′45″W / 33.29361°N 83.96250°W，而該地的平均海拔高度為215米（即705英尺）。